# Torrent de Pla de Campllong
El Torrent de Pla de Campllong és un afluent per l'esquerra del Torrent de Castellar, que efectua tot el seu curs pel terme municipal de Castellar del Riu, al Berguedà.

## Descripció
Neix a 1.356 msnm, sobre de la carretera BV-4243 (Font Negra als Rasos de Peguera), a l'alçada del km 5,4. 200 metres després entra al Pla de Campllong i pren la direcció cap a l'oest tot travessant el pla i passant pel sud de Can Campllong i del Pi de les Tres Branques. Desguassa al Torrent de Castellar a 1.028 msnm.

## Municipis que travessa
Realitza tot el seu recorregut pel terme municipal de Castellar del Riu.

## Xarxa hidrogràfica
La xarxa hidrogràfica del Torrent de Pla de Campllong està integrada per un total de 19 cursos fluvials. D'aquests, 9 són subsidiaris de 1r nivell de subsidiarietat i 9 més ho són de 2n nivell.
La totalitat de la xarxa suma una longitud de 19.704 m. que transcorren íntegrament pel terme municipal de Castellar del Riu.